# Арола
А̀рола (на италиански: Arola) е село и община в Северна Италия, провинция Вербано-Кузио-Осола, регион Пиемонт. Разположено е на 615 m надморска височина. Населението на общината е 269 души (към 2010 г.).